# ISO 3166-2:TL
ISO 3166-2:TL désigne la codification ISO 3166-2 pour le Timor oriental alias Timor Leste.

## Mise à jour
```
ISO 3166-2:2002-12-10
 n°4
```

## Municipalités (13)pt:município
```
TL-AL  
Aileu

TL-AN  
Ainaro

TL-BA  
Baucau

TL-BO  
Bobonaro

TL-CO  
Cova Lima

TL-DI  
Dili

TL-ER  
Ermera

TL-LA  
Lautém

TL-LI  
Liquiçá

TL-MT  
Manatuto

TL-MF  
Manufahi

TL-OE  
Oecusse

TL-VI  
Viqueque
```

## Changement de code
Changement de code ISO 3166-1 :
1. TP est supprimé (TP faisait référence à l'ancien nom Timor portugais)
2. TL est créé (TL fait référence à Timor-Leste, nom local du Timor oriental)

Ces données sont dupliquées depuis ISO 3166-2:TP, puis modifiées selon la lettre n°4